# Kundé
Die Kundé sind die Musikpreise, die jährlich im westafrikanischen Staat Burkina Faso vergeben werden.
Seit 2001 werden nationale und internationale Künstler in verschiedenen Kategorien prämiert, die höchste Auszeichnung für den besten nationalen Künstler ist der Kundé d’or. 2009 wurde Hamed Smani mit dem Kundé d’or ausgezeichnet, außer ihm waren Yeleen und Rovane nominiert.
Organisator und Initiator ist Salfo Soré, genannt Jah Press. Chantal Compaoré, die Ehefrau des Staatspräsidenten Blaise Compaoré ist Schirmherrin des Preises. Die Preisverleihung findet jedes Jahr in den Veranstaltungshallen auf dem Gelände des SIAO in Ouagadougou statt.

## Preisträger desKundé d’or
- 2001 Solo Dja Kabaco
- 2002 Bil Aka Kora
- 2003 Georges Ouédraogo
- 2004 Amity Méria
- 2005 Bil Aka Kora
- 2006 Smockey
- 2007 Yeleen
- 2008 Yoni
- 2009 Hamed Smani
- 2010 Floby
- 2011 Faso Kombat
- 2012 Eugène Kounker
- 2013 Dez Altino
- 2014 Alif Naaba
- 2015 Sana Bob